# Cava dei Selci
Cava dei Selci è una frazione del comune di Marino, in provincia di Roma, nell'area dei Castelli Romani.
Cava dei Selci era inizialmente un luogo di estrazione della selce, materiale che fu sfruttato particolarmente alla fine del XIX secolo per la realizzazione degli argini del Tevere a Roma. A partire dagli anni sessanta iniziò a svilupparsi l'abitato moderno di Cava dei Selci, sulla sinistra, arrivando da Roma, della Strada statale 7 Via Appia. Negli anni novanta a Cava dei Selci fu realizzato l'impianto del Palaghiaccio di Marino, il più grande palaghiaccio dell'Italia centrale oramai chiuso per inagibilità.
A Cava dei Selci è presente il Parco della Pace, una grande area verde situata sull'area delle ex-tramvie dei Castelli Romani STEFER, ed utilizzato oggi per concerti e manifestazioni pubbliche.
La parrocchia ha sede presso la moderna chiesa parrocchiale di Santa Rita da Cascia. Nella frazione è presente un campo sportivo comunale, ubicato in via Marsala, che è stata la sede dell'A.S.D. Cava dei Selci '97, squadra calcistica che ha militato in Promozione.

## Monumenti e luoghi d'interesse
- Chiesa parrocchiale di Santa Rita da Cascia; architettura brutalista realizzata nel 1974-1977 su progetto di Sandro Benedetti, con un'insolita pianta a croce greca girata di 45º.[1]
- Chiesa e convento dei padri Trappisti.
- Palaghiaccio di Marino.
- Parco della Pace (ex-area STEFER)